# Кизил-Тумшук
Кизил-Тумшук — газонафтове родовище на півдні Таджикистану, за пару кілометрів на схід від селища Балх (в радянські часи Кохозабад).
Розвідувальне буріння в районі Колхозабаду почалось в 1948-му та спершу не виправдало очікувань. Наявність в структурі вуглеводнів вдалось підтвердити – всього по 1952 рік спорудили 14 свердловин, при цьому в трьох з них отримали припливи нафти дебітом від 30 до 50 м3/доба, а у двох припливи газу дебітом 0,4 – 0,5 млн м3/доба, втім, у 1954-му розвідку перервали через низьку якість нафти. В 1958 – 1959 роках спорудили ще шість розвідувальних свердловин.
У підсумку були виявлені наступні продуктивні поклади вуглеводнів, що залягали на глибинах від 600 до 1100 метрів:
- у бухарському ярусі (відповідає танетському ярусу палеоцену) два газові поклади з незначними нафтовими облямівками. Колектори – вапняки з пористістю 10 – 20%. Максимальний дебіт склав 1,3 млн м3 на добу (без штуцера);
- у данському ярусі (палеоцен) газовий поклад. Колектори – вапняки з пористістю 19%. Максимальний дебіт склав 0,5 млн м3 на добу (без штуцера); 
- у маастрихтському ярусі (верхня крейда) газовий поклад. Колектори – доломітизовані вапняки з пористістю 14 – 16%. Максимальний дебіт склав майже 1 млн м3 на добу (без штуцера).
На момент відкриття запаси нафти родовища визначили як непромислові, а от газ викликав зацікавленість і не пізніше 1967-го почалась повноцінна промислова експлуатація з видачею продукції по трубопроводу Кизил-Тумшук – Душанбе. Втім, за розміром Кизил-Тумшук відносилось до дрібних – його видобувні запаси оцінили у 2 млрд м3.
Станом на середину 2000-х родовище ще знаходилось в експлуатації, проте обсяги продукції були незначні, так, в 2005-му вилучили 9 млн м3. В 2013-му розробка припинилась через вичерпання запасів.
В 2016-му повідомлялось, що австралійська компанія «Скайленд петролеум лімітед» почала на Кизил-Тумшук видобуток нафти.